# Ramy Essam
Ramy Essam, född 1987, är en egyptisk sångare och aktivist. Han är främst känd för sina framföranden på Tahrirtorget 2011, och hans kampsång Irhal (Avgå!) fick status som signaturmelodi för revolutionen. När armén slog ned protesterna 9 mars 2011 greps och torterades Essam. I oktober 2014 erbjöds han som första musiker två års fristad i Malmö. 

## Diskografi
Medverkar på:
- The Rough Guide to Arabic Revolution (2013, World Music Network)
- Songs from a Stolen Spring (2014, Valley Entertainment/Kirkelig Kulturverksted)